# Polioptila caerulea
La perlita grisilla (en México) (Polioptila caerulea) también denominada perlita común o perlita azulgris (en México) o perlita grisácea (en Nicaragua), monjita gris azulado (en Honduras o rabuita (en Cuba y República Dominicana), es una especie de ave paseriforme de la familia Polioptilidae, perteneciente al numeroso género Polioptila. Es nativa de Norteamérica, América Central y algunas islas de las Antillas.

## Distribución y hábitat
Nidifica desde el noreste de Estados Unidos (Maine) y sureste de Canadá (sur de Ontario hacia el sur hasta México, Belice y Guatemala, hacia el oeste hasta el norte de California. Esta es la única perlita verdaderamente migratoria, aunque las poblaciones de América Central son mayormente residentes todo el año. En la migración no reproductiva alcanzan islas del Caribe: Cuba, Bahamas, islas Turcas y Caicos e islas Caimán, el litoral del Pacífico de México y noroeste de América Central, Honduras, El Salvador y Nicaragua. Ya fue registrada como vagante en la República Dominicana y en Saint Pierre y Miquelon. las poblaciones de esta especie han aumentado en los últimos 25 años, expandiéndose hacia el norte, más dramáticamente en el noreste de Estados Unidos y sureste de Canadá.
Esta especie habita en una amplia gama de hábitats boscosos, pero prefiere áreas húmedas con árboles de hojas anchas. Prefiere nidificar en áreas arbustivas abiertas y forrajear en vegetación más densa. Hasta los 1000 m de altitud.

## Descripción
La perlita grisilla es un pájaro pequeño que mide entre 10–11 cm de longitud, tiene unos 16 cm de envergadura alar; y pesa entre 5 y 7 g. Los machos adultos tienen las partes superiores de color gris azulado y las inferiores blancas. Presentan listas superciliares negras que se unen en la frente. Su cola es larga y negra con los bordes laterales blancos. Las hembras son menos azuladas y no tienen la lista superciliar negra. Ambos sexos presentan anillos oculares blancos.

## Comportamiento
Buscan alimento en los árboles y matorrales. Comen principalmente insectos, sus huevos y arañas. Pueden recolectar los insectos entre las hojas o atraparlos al vuelo. A menudo mantienen la cola alzada mientras buscan alimento o cuando defienden su territorio. Construyen nidos en forma de cuenco de estructura similar a los de los colibríes que sitúan en las ramas horizontales de los árboles. Ambos miembros de la pareja participan en a construcción del nido y la alimentación de los pollos. Pueden criar dos nidadas cada temporada.

### Vocalización
Se conocen dos tipos de cantos. La mayoría de las descriptiones y registros de cantos son mezclas complejas, continuas y divagantes de una variedad de frases (colecciones discretas de notas similares) que incluyen «chips» agudos, silbidos agudos, notas maulladas comparables a llamadas y series trinadas de notas agudas altas.

## Sistemática

### Descripción original
La especie P. caerulea fue descrita por primera vez por el naturalista sueco Carlos Linneo en 18 bajo el nombre científico Motacilla caerulea; su localidad tipo es: «Pensilvania (= Filadelfia, Pensilvania)».

### Etimología
El nombre genérico femenino «Polioptila» es una combinación de las palabras del griego «polios» que significa ‘gris’, y «ptilon» que significa ‘plumaje’; y el nombre de la especie «caerulea» proviene del latín caeruleus que significa ‘azul, azulado’.

### Taxonomía
La clasificación del Congreso Ornitológico Internacional (IOC) lista tres subespecies, caesiogaster Ridgway, 1887, perplexa A.R. Phillips, 1991 y comiteca A.R. Phillips, 1991 que no son listadas por Clements Checklist/eBird, y no lista las subespecies amoenissima, gracilis y mexicana.

### Subespecies
Según la clasificación Clements Checklist/eBird v.2021 se reconocen ocho subespecies en tres grupos, con su correspondiente distribución geográfica:
- Grupo politípico obscura:
  - Polioptila caerulea amoenissima Grinnell, 1926 – del suroeste de Oregón hasta el norte de Baja California y norte de México; en los inviernos al sur de México.
  - Polioptila caerulea obscura Ridgway, 1883 – sur de Baja California (del 28°N hasta Los Cabos).
  - Polioptila caerulea gracilis van Rossem & Hachisuka, 1937 – colinas del noroeste de México (sureste de Sonora).
  - Polioptila caerulea nelsoni Ridgway, 1903 – sur de México (de Guerrero hasta Oaxaca y sur de Chiapas).
  - Polioptila caerulea deppei van Rossem, 1934 – este de México (San Luis Potosí hasta Veracruz, Tabasco y norte de Chiapas).
  - Polioptila caerulea mexicana Bonaparte, 1850 – sureste de México (Península de Yucatán)

- Polioptila caerulea caerulea (Linnaeus), 1766 – del este y centro de Estados Unidos hasta la costa del golfo de México; en los inviernos al noreste de México y las Indias Occidentales.

- Polioptila caerulea cozumelae Griscom, 1926 – isla Cozumel, este de México.